# Anisocentropus nitidus
Anisocentropus nitidus är en nattsländeart som beskrevs av Banks 1937. Anisocentropus nitidus ingår i släktet Anisocentropus och familjen Calamoceratidae. Inga underarter finns listade i Catalogue of Life.